# Tênis nos Jogos Olímpicos da Juventude
O tênis foi introduzido nos Jogos Olímpicos da Juventude na edição inaugural em 2010. O programa incluiu quatro competições: singulares para meninos, duplas para meninos, singulares para meninas e duplas para meninas. A edição de 2014 adicionou um evento de duplas mistas. Os jogadores de diferentes Comitês Olímpicos Nacionais podem participar de eventos de duplas.

## Mesa de medalha
A partir dos Jogos Olímpicos de Verão de 2018 .

## Resultados

### Eventos atuais

#### Simples masculinos
| Games             | Ouro                     | Prata                   | Bronze                          |
| ----------------- | ------------------------ | ----------------------- | ------------------------------- |
| 2010 Singapore    | COL Juan Sebastián Gómez | IND Yuki Bhambri        | BIH Damir Džumhur               |
| 2014 Nanjing      | POL Kamil Majchrzak      | BRA Orlando Luz         | RUS Andrey Rublev               |
| 2018 Buenos Aires | FRA Hugo Gaston          | ARG Facundo Díaz Acosta | BRA Gilbert Soares Klier Júnior |

#### Duplas masculinas
| Games             | Ouro                                       | Prata                                  | Bronze                                    |
| ----------------- | ------------------------------------------ | -------------------------------------- | ----------------------------------------- |
| 2010 Singapore    | GBR Oliver Golding CZE Jiří Veselý         | RUS Victor Baluda RUS Mikhail Biryukov | SVK Filip Horanský SVK Jozef Kovalík      |
| 2014 Nanjing      | BRA Orlando Luz BRA Marcelo Zormann        | RUS Karen Khachanov RUS Andrey Rublev  | JPN Ryotaro Matsumura JPN Jumpei Yamasaki |
| 2018 Buenos Aires | ARG Sebastián Báez ARG Facundo Díaz Acosta | BUL Adrian Andreev AUS Rinky Hijikata  | FRA Hugo Gaston FRA Clément Tabur         |

#### Simples feminino
| Games             | Ouro                | Prata                 | Bronze                          |
| ----------------- | ------------------- | --------------------- | ------------------------------- |
| 2010 Singapore    | RUS Daria Gavrilova | CHN Zheng Saisai      | SVK Jana Čepelová               |
| 2014 Nanjing      | CHN Xu Shilin       | BLR Iryna Shymanovich | LTU Akvilė Paražinskaitė        |
| 2018 Buenos Aires | SLO Kaja Juvan      | FRA Clara Burel       | COL María Camila Osorio Serrano |

#### Duplas femininas
| Games             | Ouro                                        | Prata                                        | Bronze                                        |
| ----------------- | ------------------------------------------- | -------------------------------------------- | --------------------------------------------- |
| 2010 Singapore    | CHN Tang Haochen CHN Zheng Saisai           | SVK Jana Čepelová SVK Chantal Škamlová       | HUN Tímea Babos BEL An-Sophie Mestach         |
| 2014 Nanjing      | UKR Anhelina Kalinina BLR Iryna Shymanovich | RUS Darya Kasatkina RUS Anastasiya Komardina | LAT Jeļena Ostapenko LTU Akvilė Paražinskaitė |
| 2018 Buenos Aires | SLO Kaja Juvan POL Iga Świątek              | JPN Yuki Naito JPN Naho Sato                 | CHN Wang Xinyu CHN Wang Xiyu                  |

#### Duplas mistas
| Games             | Ouro                                | Prata                                             | Bronze                                |
| ----------------- | ----------------------------------- | ------------------------------------------------- | ------------------------------------- |
| 2014 Nanjing      | SUI Jil Teichmann POL Jan Zieliński | CHN Ye Qiuyu JPN Jumpei Yamasaki                  | HUN Fanni Stollár POL Kamil Majchrzak |
| 2018 Buenos Aires | JPN Yuki Naito JPN Naoki Tajima     | COL María Camila Osorio Serrano COL Nicolás Mejía | FRA Clara Burel FRA Hugo Gaston       |

### Resumo do quadro de medalhas (2010-2014)
| Rank | Name                 | Gold | Silver | Bronze | Total |
| ---- | -------------------- | ---- | ------ | ------ | ----- |
| 1    | Zheng Saisai         | 1    | 1      | 0      | 2     |
| 1    | Iryna Shymanovich    | 1    | 1      | 0      | 2     |
| 1    | Orlando Luz          | 1    | 1      | 0      | 2     |
| 4    | Kamil Majchrzak      | 1    | 0      | 1      | 2     |
| 5    | Jana Čepelová        | 0    | 1      | 1      | 2     |
| 5    | Andrey Rublev        | 0    | 1      | 1      | 2     |
| 5    | Jumpei Yamasaki      | 0    | 1      | 1      | 2     |
| 8    | Akvilė Paražinskaitė | 0    | 0      | 2      | 2     |
| 9    | Juan Sebastián Gómez | 1    | 0      | 0      | 1     |
| 9    | Daria Gavrilova      | 1    | 0      | 0      | 1     |
| 9    | Xu Shilin            | 1    | 0      | 0      | 1     |
| 12   | Oliver Golding       | 1    | 0      | 0      | 1     |
| 12   | Jiří Veselý          | 1    | 0      | 0      | 1     |
| 12   | Marcelo Zormann      | 1    | 0      | 0      | 1     |
| 12   | Tang Haochen         | 1    | 0      | 0      | 1     |
| 12   | Anhelina Kalinina    | 1    | 0      | 0      | 1     |
| 17   | Jil Teichmann        | 1    | 0      | 0      | 1     |
| 17   | Jan Zieliński        | 1    | 0      | 0      | 1     |
| 19   | Yuki Bhambri         | 0    | 1      | 0      | 1     |
| 19   | Victor Baluda        | 0    | 1      | 0      | 1     |
| 19   | Mikhail Biryukov     | 0    | 1      | 0      | 1     |
| 19   | Karen Khachanov      | 0    | 1      | 0      | 1     |
| 19   | Chantal Škamlová     | 0    | 1      | 0      | 1     |
| 19   | Darya Kasatkina      | 0    | 1      | 0      | 1     |
| 19   | Anastasiya Komardina | 0    | 1      | 0      | 1     |
| 19   | Ye Qiuyu             | 0    | 1      | 0      | 1     |
| 27   | Damir Džumhur        | 0    | 0      | 1      | 1     |
| 28   | Filip Horanský       | 0    | 0      | 1      | 1     |
| 28   | Jozef Kovalík        | 0    | 0      | 1      | 1     |
| 28   | Ryotaro Matsumura    | 0    | 0      | 1      | 1     |
| 28   | Tímea Babos          | 0    | 0      | 1      | 1     |
| 28   | An-Sophie Mestach    | 0    | 0      | 1      | 1     |
| 28   | Jeļena Ostapenko     | 0    | 0      | 1      | 1     |
| 34   | Fanni Stollár        | 0    | 0      | 1      | 1     |